# 日本歯科技工所協会
日本歯科技工所協会（にほんしかぎこうじょきょうかい）は、全国の歯科技工所で構成されている経済団体。

## 沿革
- 1967年4月25日 - 創立

## 会員
- 足利セラミックラボラトリー
- アドバンス柏
- AuBe
- FDA
- 中央歯科補綴研究所
- 横浜トラスト歯科技工研究所
- HORIZON
- シケン
- エベッサン
- オーシャンデンタルラボラトリー
- 河上歯研
- ギコウ
- デンタルスタジオ
- サクラ歯研
- 昭和歯研
- ジャステック
- 第一歯研
- デンタルオフィスMASAHIRO
- デンタルスタジオ
- ナイキ歯研
- ナショナルデンタルラボラトリー
- ナンゴウヤデンタルラボラトリー
- ナンブ精工
- 日本VM
- ニューデンタルリサーチ
- ベルグ
- 三原歯研
- 和田精密歯研
- デンタル･セラミック
- アンジェネーム
- インフィデント
- エム・オー・ラボ
- グランド・ラボ
- デンタルクラフト
- 東洋歯研
- トナミデンタルラボラトリー
- 三重歯科技工所
- 国際メディカルアーティストスクール
- アイディシー
- アイ・ディー・エル
- 青山デンタルラボ
- 茨城義歯研究所
- 上神田歯研
- 杏友会
- 協和デンタルラボラトリー
- ケン・デンタリックス
- コアデンタルラボ横浜
- コスミック
- 共栄デンタルラボラトリー
- サンデンタル・サプライズ
- サンデント
- 札幌デンタルラボラトリー
- 須山歯研
- デックス
- 東京歯研
- 中田デンタル・センター
- 日本歯研工業
- 日本タイコニウム
- 日本デント
- ZOOLABO
- ファンダリューム
- ベルザ
- 横浜歯研
- 代々木デンタルクラフト
- ワイドデンタル
- 東京歯科研究会技工部
- アトリエ ココロ

### 賛助会員
- アイディエス
- アイデント化学工業
- インターグローブ
- サンエス石膏
- 松風
- セレック
- 大成歯科工業
- デンケン
- 内外歯材
- ニッシン
- 日本歯科金属
- 日本歯科商社
- 白水貿易
- モリタ
- パナソニックデンタル
- 茂久田商会
- 山本貴金属地金
- ルビー
- クエスト
- デントピア
- ノリタケデンタルサプライ
- 山八歯材工業
- アサヒプリテック
- 石福金属興業
- クラレメディカル
- ジーシー
- デンツプライ三金
- トクヤマデンタル
- 日本メディカル テクノロジー
- ペントロン ジャパン
- サンデンタル
- ノーベル・バイオケア・ジャパン
- ヘレウスクルツァージャパン